# Hannah Macdougall
Hannah MacDougall (nacida el 31 de julio de 1987), es una competidora paralímpica de natación y ciclismo de Australia.

## Vida personal
Nació el 31 de julio de 1987 en Melbourne. Asistió a la Escuela Anglicana de Niñas de Korowa. En 2010, obtuvo una doble titulación en la Licenciatura de Ejercicio y Ciencia del Deporte/Bachillerato de Comercio - Gestión del Deporte en la Universidad de Deakin. En 2017, completó un doctorado en la Universidad La Trobe enfocado en el bienestar de los atletas, así como trabajando a tiempo parcial como asesora de Carreras y Educación de Atletas en el Instituto Victoriano del Deporte.  Ella es un modelo a seguir de Red Dust.
Macdougall ha declarado que: «Participar en el deporte ha sido una experiencia extremadamente poderosa para mí; me ha permitido aumentar mi confianza, fortalecer mis redes de apoyo social y dar sentido a mi vida». Ella le atribuye a Don Elgin el haberle dado orientación y mentores durante su carrera paralímpica.

## Carrera deportiva

### Natación
Macdougall nació sin pie derecho ni peroné y compite en pruebas de natación de S10. Macdougall se involucró en la natación de competición en 1998. Representó a Australia en los Juegos FESPIC de 2002 y ganó dos medallas de oro. En 2002, batió el récord mundial de 50 metros espalda en S10, y ganó una medalla de bronce en los Juegos Paralímpicos de Atenas 2004 en la prueba de 4 x 100 metros Medley 34 puntos. En los Campeonatos Mundiales de Natación del IPC de 2006, fue finalista en los 100 metros espalda en S10. Compitió en los Juegos de Pekín 2008 pero no ganó ninguna medalla. En 2009, compitió en el 1er Campeonato Mundial de Natación en Pista Corta y ganó una medalla de bronce en el medley individual de 100 m femenino y fue finalista en los 100 m espalda, 200 m medley individual femenino y 4 × 100 m medley relevo femenino.
Ha declarado que durante su carrera de natación tuvo una cirugía, lesiones de hombro, faltó a las selecciones del equipo por .8 de segundo, y se dislocó una rótula a una semana de los Juegos Paralímpicos de Atenas. Macdougall también ha estado involucrada en la enseñanza de la natación. Es becaria del Instituto Victoriano del Deporte desde 2002.

### Ciclismo
En 2010, comenzó a practicar el ciclismo en la clasificación C4. Después de solamente tres semanas de entrenamiento, ganó dos medallas de oro en los Campeonatos de Victoria y cuatro semanas más tarde ganó dos medallas de plata en los Campeonatos Australianos de Ciclismo en Carretera en la prueba contrarreloj femenina y en la de carretera. En 2011, ganó dos medallas de bronce en la prueba de contrarreloj y persecución femenina en los Campeonatos Australianos de Ciclismo de Pista de 2011. En 2012, dos medallas de bronce en la prueba de contrarreloj y en la carrera de carretera en los Campeonatos Australianos de Ciclismo en paraciclismo de Carretera. Ha sido seleccionada para representar a Australia en los Campeonatos Mundiales de Pista de Paraciclismo UCI de 2016 en Montichiari, Italia.
En los Campeonatos Mundiales de Paraciclismo de Carretera de la UCI de 2017, en Pietermaritzburg, Sudáfrica, terminó cuarta en la contrarreloj femenina C4 y quinta en la de carretera femenina C4-5. Ganó medallas de plata en la contrarreloj femenina C4 y en la de carretera femenina C4 en los Campeonatos Mundiales de Paraciclismo de Carretera de la UCI de 2018, en Maniago, Italia.
En los Campeonatos Mundiales de Paraciclismo en Carretera de la UCI en 2019, en Emmen, Holanda, terminó cuarta en la contrarreloj femenina C4 y quinta en la de carretera femenina C4.

## Reconocimiento
- Cocapitán del Equipo Paralímpico Australiano de Natación para los Campeonatos Mundiales de Natación del IPC 2006 y los Juegos Paralímpicos de Pekín 2008.[3]
- Ciudad de Stonnington, Joven ciudadano del año en 2001.
- Estrella deportiva líder del año en el distrito de Stonnington en 2005 y 2002.[5]
- En agosto de 2017, Macdougall recibió el Premio Atletas en Excelencia de la Fundación para el Desarrollo Deportivo Mundial en reconocimiento a sus esfuerzos de servicio comunitario y su trabajo con la juventud.[17]
- En noviembre de 2017, se le concedió el premio Sarah Tait Spirit del Instituto Victoriano del Deporte.[4]